# 박길영
박길영(한국 한자: 朴吉永, 1980년 2월 4일 ~ )은 대한민국의 전 축구 선수이며, 포지션은 미드필더였다.